# 영기

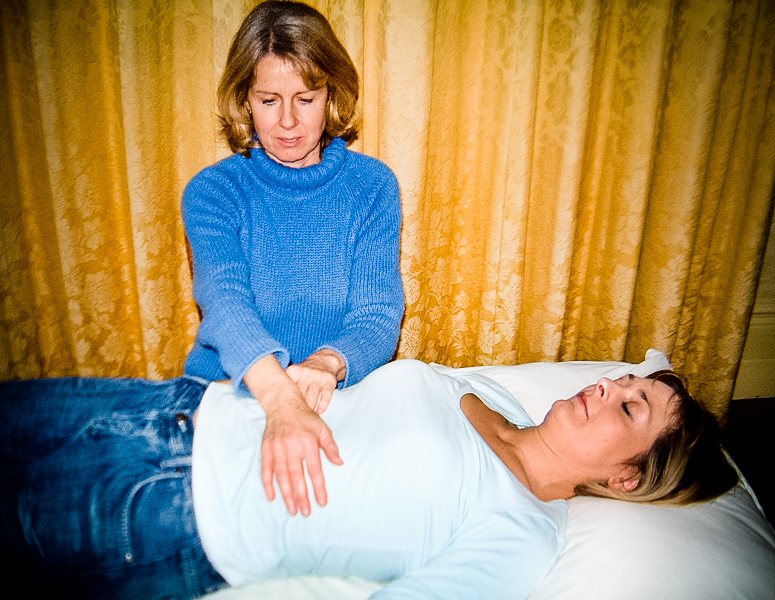

영기(일본어: 靈氣 레이키[*])는 1922년 일본 승려 우스이 미카오가 개발한 대체의학이다. 일본에서 시작되어 전세계로 퍼졌다. 영기 치료에서는, 치료사의 손바닥을 통해 "우주의 에너지"가 환자에게 전해져 감정적·신체적 치료를 할 수 있다고 주장한다.
영기는 범우주적 생명력인 기 개념에 기반하고 있다. 하지만 그런 생명력이 존재한다는 경험적 증거는 존재하지 않는다. 임상 연구 결과 영기는 어떠한 질환에도 효과적인 치료법으로 기능하지 않았다. 영기 치료의 효과가 위약효과 이상의 효과가 있음은 지금까지 증명된 바 없다. 미국 암학회(ACS)는 영기가 현대의학 항암치료의 대체요법으로 사용되어서는 안 된다고 밝히고 있으며, 영국 암연구기금, 미국 국립보완통합의학센터(NCCIH) 역시 이에 동의한다.

## 같이 보기
- 쓸모없는 암 치료 요법 목록